# Edos
O povo Edo (também conhecidos por binis ou benins) constitui um grupo étnico edoide da Nigéria. Os edos são descendentes do povo que fundou o Império do Benim, o qual se localizava no sudoeste da Nigéria. Os edos falam edo, a sua língua própria.

## Vestuário
O povo Edo tem uma das culturas mais ricas do mundo africano. Seus acessórios de moda possuem realeza e geralmente incluem miçangas, marcas corporais, pulseiras, tornozeleiras, trabalhos com ráfia e assim por diante.

## Crenças tradicionais
Na religião tradicional dos Edos, existe, além do mundo humano, um mundo invisível de seres sobrenaturais que atuam como intermediários no mundo humano. Ofertas são feitas a eles em seus respectivos santuários. Osanobua é o criador e Deus Supremo. Seu filho Olocum é o governante de todos os corpos d'água e é responsável pela prosperidade e fertilidade de seus seguidores humanos. Outro filho, Ogun, é o deus padroeiro dos metalúrgicos. O epíteto Osanobua Noghodua significa Deus Todo-Poderoso. A palavra Osanobua abrange um grande número de princípios divinos - incluindo o estado divino de ser misericordioso, atemporal, bondade, justiça, sublimidade e supremo. No sistema de crenças Edo, Osanobua possui os atributos divinos da onipresença (orhiole), onisciência (ajoana) e onipotência (udazi). Acredita-se que a Deidade Suprema esteja presente em todos os lugares e em todos os momentos.